# Bahnhof Berlin Eberswalder Straße
Der bis 1985 benutzte Bahnhof Berlin Eberswalder Straße (bis 1950: Berlin Nordbahnhof) an der Bernauer Straße war der historische Anfangspunkt der namensgebenden Berliner Nordbahn. Bis auf wenige Jahre Ende des 19. Jahrhunderts diente er ausschließlich dem Güterverkehr. Durch seine Lage in West- an der Grenze zu Ost-Berlin verlor er infolge der Teilung Berlins ab 1948 an Bedeutung, war aber lange Zeit noch für einzelne Anlieger in Betrieb. Die Deutsche Reichsbahn legte 1985 die verbliebenen Anlagen des Bahnhofs still. Der ab 1992 entstandene Mauerpark umfasst den größten Teil der Flächen des ehemaligen Bahnhofs. Von dessen Bauten ist nur wenig erhalten geblieben, bekanntestes Relikt ist der früher unter den Gleisen verlaufende denkmalgeschützte Gleimtunnel.

## Lage und Name

Lage des Nordbahnhofs auf einem Plan von 1884

Der Bahnhof erstreckte sich von der Bernauer Straße in Richtung Norden in Richtung Berliner Ringbahn und teilweise über diese hinaus. Die westliche Begrenzung des Bahnhofs lag an den Grundstücken auf der Ostseite der Wolliner Straße und der Graunstraße, die Schwedter Straße begrenzte den Bahnhof in Richtung Osten. Diese Straße bildete bis 1988 auch die Grenze zwischen den damaligen Berliner Bezirken Wedding und Prenzlauer Berg und damit nach 1945 auch zwischen West- und Ost-Berlin. Die zentralen Bahnhofsanlagen im Bereich der Ladestraßen lagen komplett auf West-Berliner Seite. Durch einen Gebietsaustausch im Jahr 1988 kam ein etwa 50 Meter breiter Streifen des früheren Bahnhofsareals zum Ost-Berliner Stadtbezirk Prenzlauer Berg. Ebenfalls in Prenzlauer Berg lagen die zum Bahnhof gehörenden Betriebsgleise nördlich der Behmstraßenbrücke. Seit einer weiteren Bezirksgrenzenänderung im Jahr 2017 liegt das gesamte ehemalige Geländes des Bahnhofs im Bezirk Pankow.
Bis 1950 hieß der Bahnhof Berlin Nordbahnhof. Nachdem der auf Ost-Berliner Seite gelegene frühere Stettiner Bahnhof im Jahr 1950 aus politischen Gründen den Namen Nordbahnhof erhalten hatte, war ein neuer Name für die ursprünglich Nordbahnhof genannte Station nötig. Benannt wurde sie nach der bereits auf Ost-Berliner Gebiet gelegenen Eberswalder Straße, der östlichen Verlängerung der Bernauer Straße, obwohl der Bahnhof nicht an dieser Straße lag. Nur die südöstliche Ecke des Bahnhofsareals stößt an die Kreuzung Bernauer Straße / Schwedter Straße / Eberswalder Straße / Oderberger Straße, berührt jedoch die Eberswalder Straße nicht. Die Gleimstraße zwischen Wedding und Prenzlauer Berg unterquert mit dem Gleimtunnel rund 700 m vom südlichen Bahnhofsende entfernt die früheren Anlagen des Bahnhofs.

## Geschichte

Nordbahnhof und angrenzende Strecken um 1892, rechts im Bahnhof der Personenbahnsteig

Am 10. Juni 1877 ging die Berliner Nordbahn zunächst zwischen Berlin und Neubrandenburg in Betrieb. Wie bei den anderen von Berlin ausgehenden Bahnstrecken war als Anfangspunkt der Strecke ein Kopfbahnhof vorgesehen. Dessen Fertigstellung verzögerte sich jedoch um einige Monate, so dass für den Personenverkehr der Nordbahn zunächst der Bahnhof Gesundbrunnen und für den Güterverkehr der Niederschlesisch-Märkische Bahnhof genutzt wurde. Am 1. Oktober 1877 wurde der Nordbahnhof eröffnet. Verhandlungen mit der Berlin-Stettiner Eisenbahn-Gesellschaft hatten unterdessen ermöglicht, dass die Personenzüge der Nordbahn den zentraler gelegenen Stettiner Bahnhof nutzen konnten. Der Nordbahnhof wurde also ein reiner Güterbahnhof. Noch Anfang des Jahres 1877 war der Nordbahnhof als Personenbahnhof geplant worden, er sollte mit einem U-förmigen Empfangsgebäude ausgestattet werden.
Mit der Eröffnung des Bahnhofs ging eine 1,78 Kilometer lange „äußere“ Kurve vom Bahnhof Gesundbrunnen zur Nordbahn in Richtung Norden in Betrieb. Am 1. Dezember 1877 folge der „innere“ Anschluss vom Nordbahnhof direkt zum Bahnhof Gesundbrunnen, welcher für diesen Zweck um Gleise südlich der Bahnsteige erweitert wurde. Da der Nordbahnhof als Personenbahnhof nicht benötigt wurde, reichten seine Kapazitäten aus, dass er auch den Güterverkehr der Wetzlarer Bahn bis zur Fertigstellung des Bahnhofs Charlottenburg aufnehmen konnte. In den Jahren 1880 und 1881 wurden sowohl die Nordbahn als auch die Stettiner Bahn verstaatlicht. Daraufhin gab es Überlegungen, auch den Güterverkehr vom Nordbahnhof zu den benachbarten Stationen zu verlegen und das Gelände zu bebauen. Dazu kam es aufgrund des gestiegenen Verkehrs nicht.

Fahrplan der Vorortzüge nach Oranienburg von 1892

Nordbahnhof und angrenzende Strecken um 1906

Um 1890 war der Vorortverkehr um Berlin stark angewachsen. Die Anlagen des Stettiner Bahnhofs gerieten an ihre Kapazitätsgrenzen. Aus diesem Grunde musste ein Teil der Vorortzüge der Nordbahn vom Stettiner Bahnhof abgezogen werden. Verschiedene Ausweichmöglichkeiten wurden geprüft. Nachdem eine Nutzung des Bahnhofs Moabit ausschied, da dieser Bahnhof ebenfalls an seine Kapazitätsgrenzen geraten war und grundlegend umgebaut wurde, entschied man sich für eine provisorische Nutzung des Nordbahnhofs als Personenbahnhof. Im östlichen Bahnhofsteil wurde dafür ein Bahnsteig mit zwei Gleisen gebaut und ein kleines Empfangsgebäude an der Bernauer Straße unweit der Schwedter Straße errichtet. Für den Vorortverkehr ging ein provisorischer Bahnsteig am Schnittpunkt mit der Ringbahn in Betrieb, der den Namen Gesundbrunnen (Nordbahn) trug. 1892 verkehrten vier bis fünf Vorortzugpaare am Tag weiterhin vom Stettiner Bahnhof, der Rest (11 bis 12 Zugpaare) dagegen vom Nordbahnhof.
Am 1. Oktober 1893 ging die von der Nordbahn abzweigende Kremmener Bahn in Betrieb. Deren Züge nutzten ebenfalls die Anlagen des Nordbahnhofs. Die Abfahrten der Vorortzüge der Nordbahn von zwei verschiedenen Bahnhöfen erwies sich auf Dauer als unhaltbar. Es hatte wiederholte Proteste der Vorortreisenden gegeben. Als Lösung wurde eine Erweiterung der Anlagen des Stettiner Bahnhofs mit einem separaten Vorortbahnhof beschlossen. Dieser ging am 1. Februar 1898 in Betrieb. Der Nordbahnhof wurde daraufhin wieder für den Personenverkehr geschlossen und der Haltepunkt Gesundbrunnen (Nordbahn) aufgelassen. Unterdessen war weiter im Norden auch der Rangierbahnhof Pankow in Betrieb gegangen, womit der Nord- und der Stettiner Bahnhof entlastet wurden. Der Nordbahnhof konnte so den größten Teil des Freiladeverkehrs vom Stettiner Bahnhof aufnehmen.

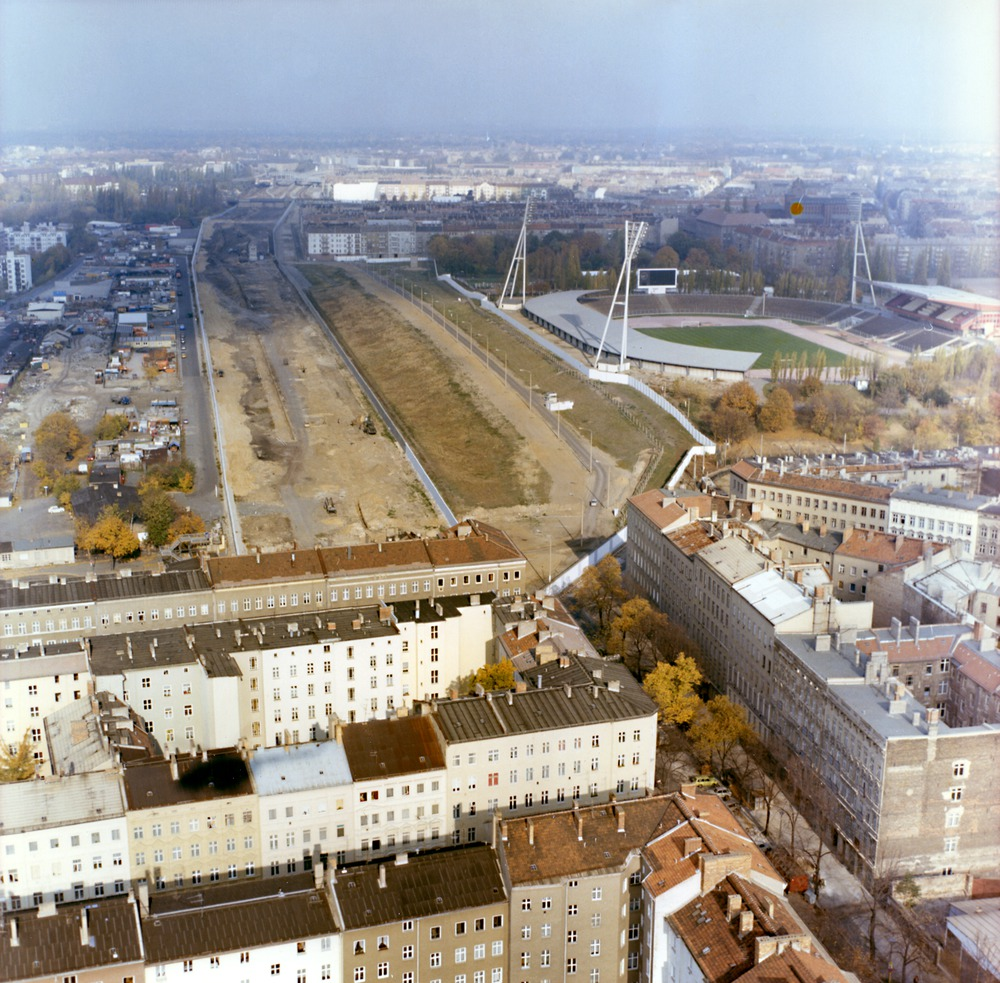
Das Gebiet des Bahnhofs 1989, mit der erst 1988 errichteten neuen Mauer links parallel zur alten

Im Jahr 1908 wurde der Bahnhof in Richtung Norden weit über die Ringbahn hinaus erweitert, damit waren unabhängige Gleisverbindungen zur Nordbahn und zum Rangierbahnhof Pankow möglich. Die „innere Kurve“ zum Bahnhof Gesundbrunnen wurde 1910 abgebaut und in diesem Bereich weitere Ladestraßen errichtet. Züge zwischen Nordbahnhof und der Ringbahn verkehrten über eine Spitzkehre etwa im Bereich der heutigen Bösebrücke. Im Zuge des Umbaus entstand in den Jahren 1903/1904 auch der Gleimtunnel, durch den die Gleimstraße unter den Gleisen des Nordbahnhofs geführt wurde.
Planungen zur Umgestaltung der Bahnanlagen Berlins während der nationalsozialistischen Herrschaft sahen eine Schließung des Nordbahnhofs und einen neuen großen Nordgüterbahnhof im Bereich des Rangierbahnhofs Pankow vor. Sie wurden nicht realisiert.
Nach dem Zweiten Weltkrieg war der Nordbahnhof stark von der deutschen und der Berliner Teilung betroffen. Er lag auf West-Berliner Gebiet, grenzte aber zu drei Seiten an Ost-Berlin. Dennoch blieb er für lokale Anschließer in Betrieb. Der Güterverkehr auf der Nordbahn zwischen der DDR und West-Berlin war Anfang der 1950er unterbrochen worden, so dass der seit 1950 Eberswalder Straße genannte Bahnhof nur noch über die Ringbahn aus Richtung Westen sowie über den Rangierbahnhof Pankow angebunden war. Nach dem Bau der Berliner Mauer war die Betriebsführung mit Kopfmachen im Ost-Berliner Grenzgebiet liegenden Bahnhofsteil nördlich der Behmstraße ein Problem für die Grenzsicherung der DDR. Deswegen wurde der innere Ringbahnanschluss zum Bahnhof Gesundbrunnen wieder aufgebaut, die Anlagen nördlich der Ringbahn wurden in der Folge beseitigt.
Auf dem Bahnhofsgelände siedelten sich kleinere Gewerbebetriebe an. 1980 wurde der Bahnhof als selbstständige Dienststelle aufgegeben und dem Bahnhof Berlin-Moabit angeschlossen. Bis 1985 blieb er für die letzten örtlichen Anschließer in Betrieb. Zum 11. Juli 1985 stellte die Deutsche Reichsbahn den Zugbetrieb endgültig ein.
1988 gab es einen Gebietsaustausch zwischen West- und Ost-Berlin. West-Berlin gab einen etwa 50 m breiten Streifen des früheren Bahngeländes ab. Die DDR errichtete neue Grenzsicherungsanlagen auf dem Areal. Nach dem Jahr 2000 wurde der östliche Teil des Bahnhofsgeländes schrittweise in den Mauerpark einbezogen.
Ein weiterer, rund sieben Hektar großer Flächenteil des ehemaligen Güterbahnhofs ist als Erweiterung des Mauerparks gestaltet worden. In diesem Zusammenhang wurde diese bislang zum Bezirk Mitte gehörende Fläche 2017 dem Bezirk Pankow, Ortsteil Prenzlauer Berg, zugeschlagen.

## Anlagen

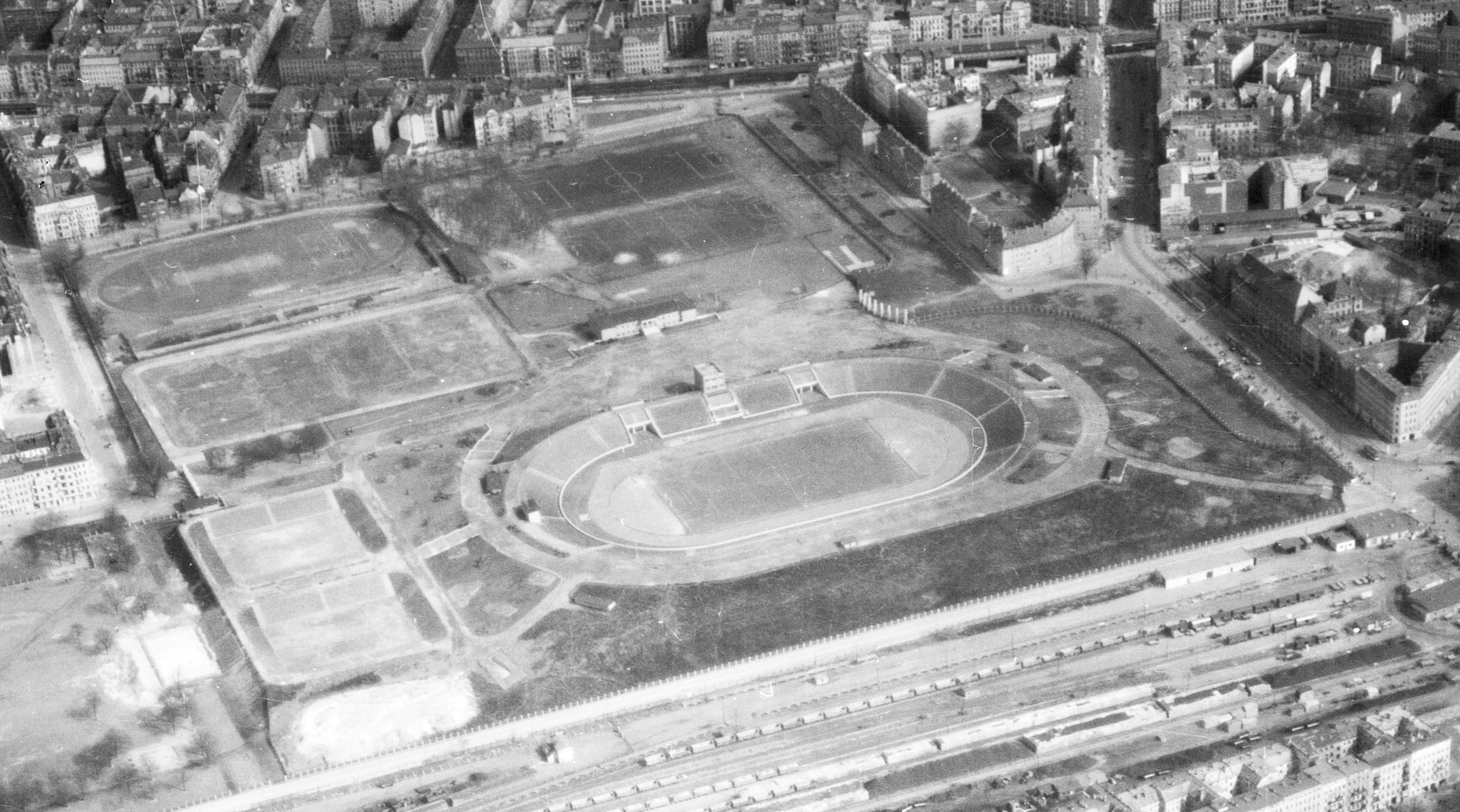
Jahnsportpark und Bahnhof Berlin Eberswalder Straße (unten) 1954

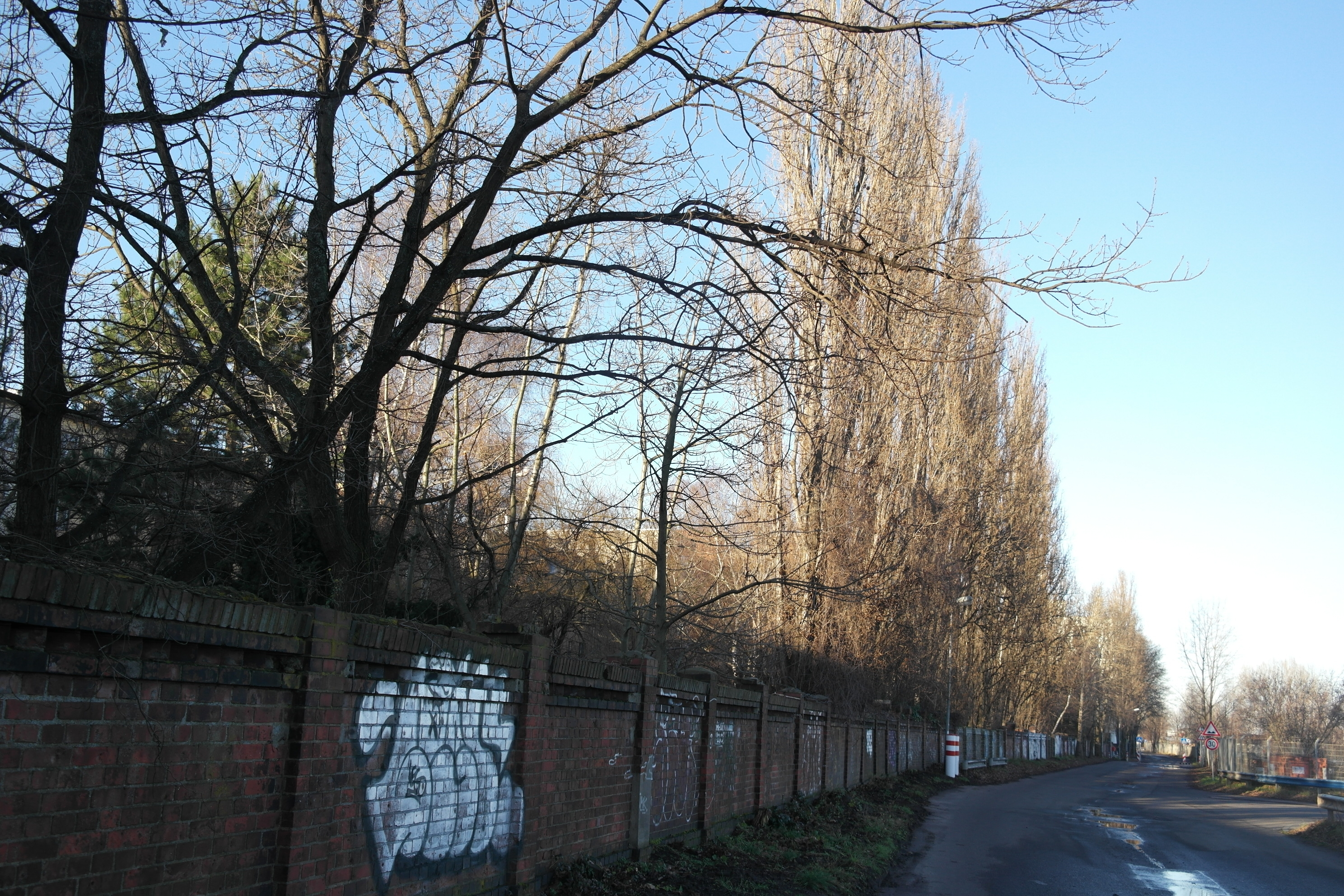
Bahnhofsmauer an den Grundstücken der Wolliner Straße

Zu Zeiten seiner größten Ausdehnung erstreckte sich das Bahnhofsgebiet über etwa anderthalb Kilometer von der Bernauer Straße in Richtung Norden. Mehrere Verkehrswege kreuzten das Bahnhofsareal. Etwa 700 m nördlich der Bernauer Straße unterquert die Gleimstraße die ehemaligen Bahnhofsanlagen. Weiter nördlich überquerten die Gleise der Nordbahn die Ringbahngleise und unterquerten anschließend die Behmstraße.
Im südlichen Teil befanden sich zu Zeiten der größten Ausdehnung des Bahnhofs acht Ladestraßen, daraufhin schlossen sich acht weitere an. Nördlich der Ringbahn waren betrieblich genutzte Gleise, von denen Gleisverbindungen zur Ringbahn in Richtung Osten und Westen abzweigten. Die direkte Gleisverbindung vom Bahnhof Gesundbrunnen im Süden des Bahnhofs war bis 1910 und wieder nach 1961 in Betrieb.
Die Hochbauten des Bahnhofs sind nicht mehr erhalten. Das kleine, einstöckige Empfangsgebäude aus den 1890er Jahren an der Bernauer Straße in der Nähe der Schwedter Straße blieb in unveränderter Gestalt bis 1988 erhalten. Dann wurde das nach der Grenzverschiebung auf Ost-Berliner Gebiet liegende Gebäude abgerissen. Geblieben sind einzelne Abschnitte der Umfassungsmauer des Bahnhofs. Ebenfalls erhalten ist der denkmalgeschützte Gleimtunnel, wo noch einzelne Brückenüberbauten mit Gleiströgen verblieben sind. Der größte Teil des zentralen Bahnhofsbereichs gehört heute zum Mauerpark. Auf dem Gelände des früheren nördlichen Bahnhofsteils liegen heute die Gleisanlagen des Nordkreuzes mit den Verzweigungen der Strecken aus Richtung Norden und der Ringbahn.
Bei Grabungen der Berliner Wasserbetriebe Anfang 2018 kamen die Fundamente des an der südöstlichen Ecke gelegenen ehemaligen Gebäudes zum Vorschein. Darüber hinaus konnte der frühere Zugang zu einem Fluchttunnel wiederentdeckt werden, der von dort aus rund 80 Meter unter der Berliner Mauer hindurch zur Oderberger Straße reichte. Nach Abschluss der Arbeiten der Wasserbetriebe sollen die Ausgrabungen fortgesetzt und gegebenenfalls ein Erinnerungsort eingerichtet werden.

## Filmdrehort

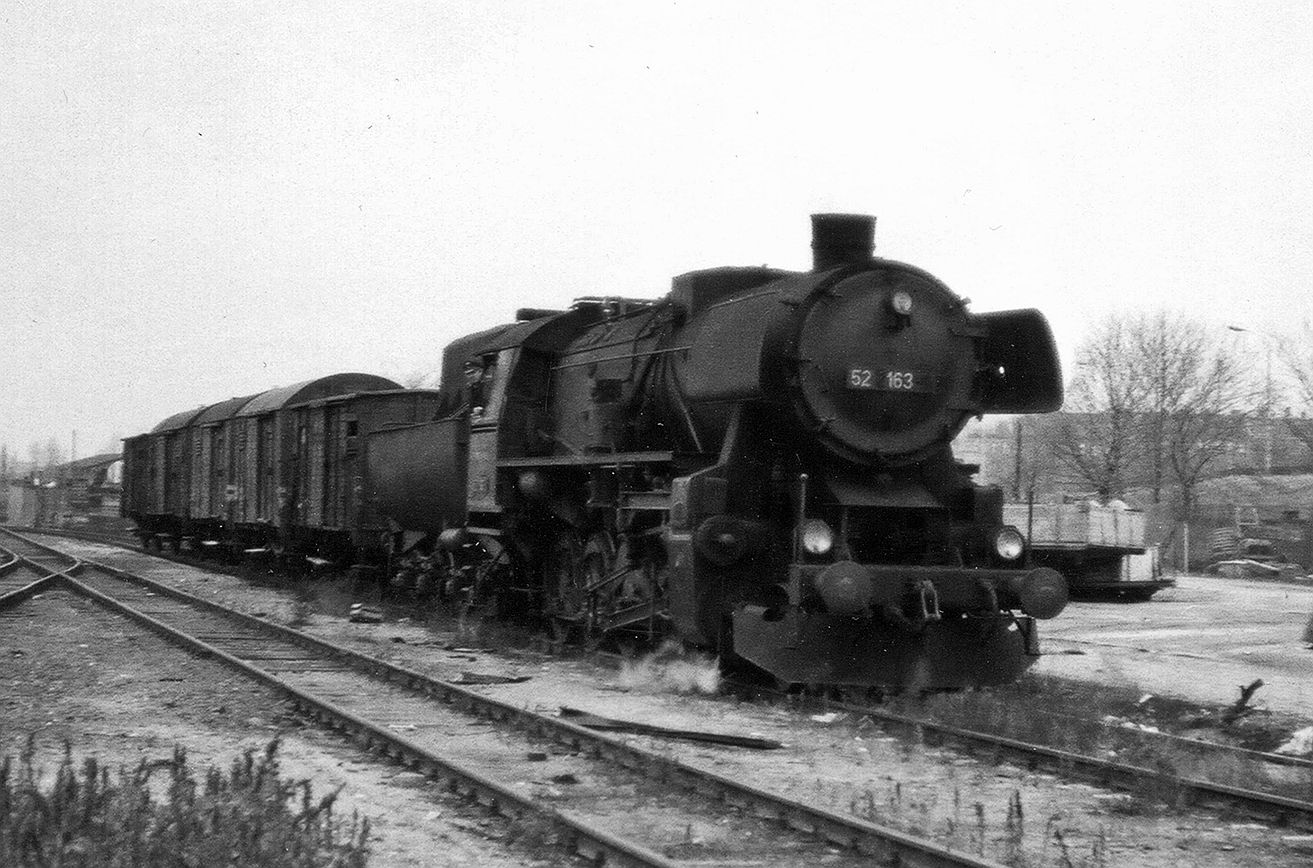
Lok 52 2163 bei den Filmaufnahmen im November 1977

In der zweiten Novemberwoche 1977 war der Bahnhof für die NBC-Serie Holocaust Drehort. Es wurde die Deportation aus dem Warschauer Ghetto 1942/43 dargestellt. Das Empfangsgebäude an der Bernauer Straße wurde zu einer Stationsklinik umgewandelt, die im Film aber in der englischen Version als „Station Klinik“ bezeichnet wurde. Innenaufnahmen des Gebäudes sind im Film zu sehen. Zum Einsatz kam die Dampflokomotive 52 2163-5 mit Altbaukessel des Bahnbetriebswerks Wustermark. Beim aufmerksamen Betrachten des Films fallen die UIC-Wagennummern an den Güterwagen der Gattung Gbkr auf. Diese Wagennummern gibt es erst seit 1964 und entsprechen damit nicht den historischen Gegebenheiten.
Im 1989 von Heiko Schier gedrehten Film Wedding war das ehemalige Bahnhofsgelände einer der Hauptschauplätze und Drehorte.

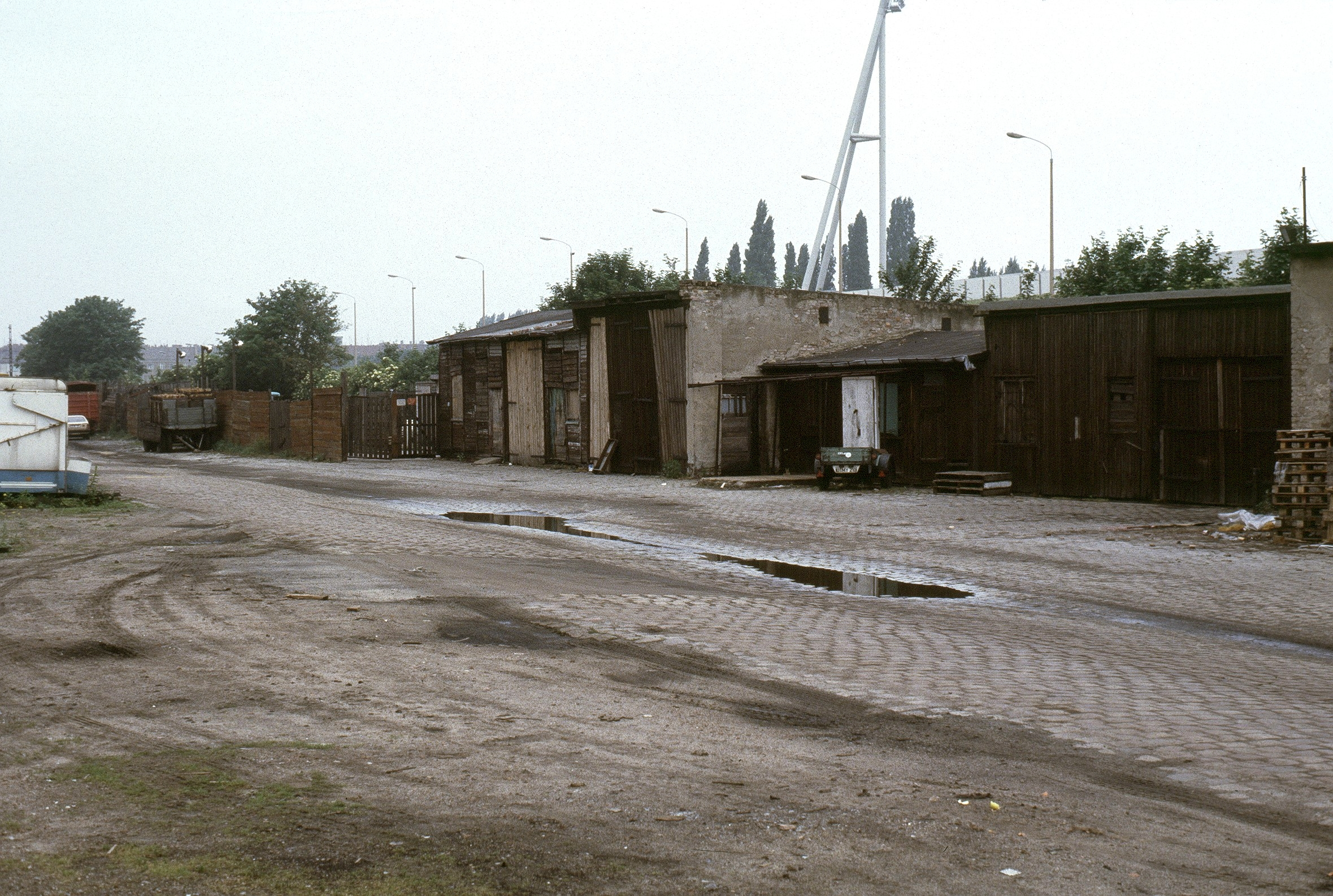
Verbliebene Schuppen auf dem Bahnhofsgelände, rechts hinter der Hinterlandmauer ein Lichtmast des Friedrich-Ludwig-Jahn-Sportparks, 1988
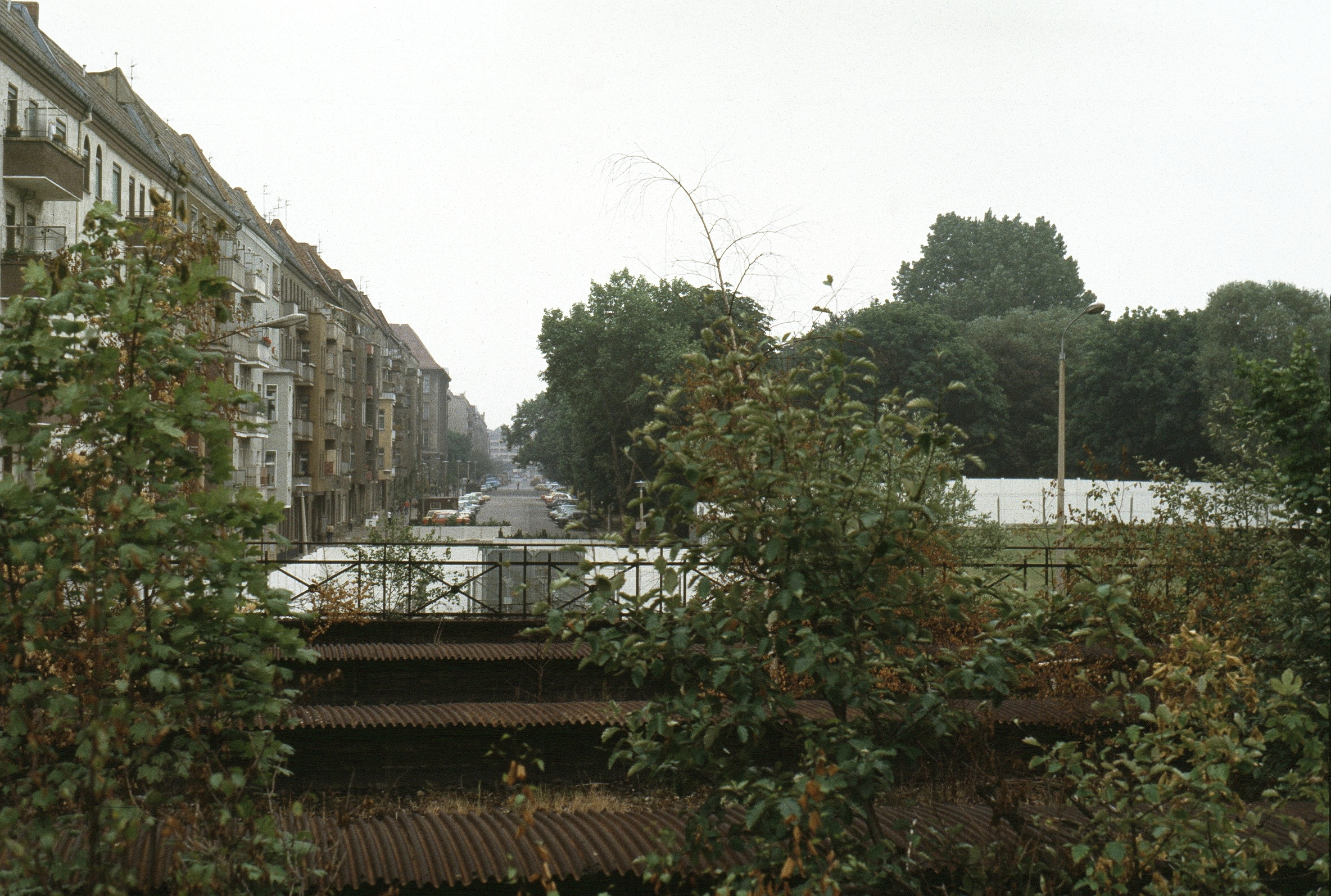
Gleiströge über dem Gleimtunnel, Blick in die Gleimstraße, 1988
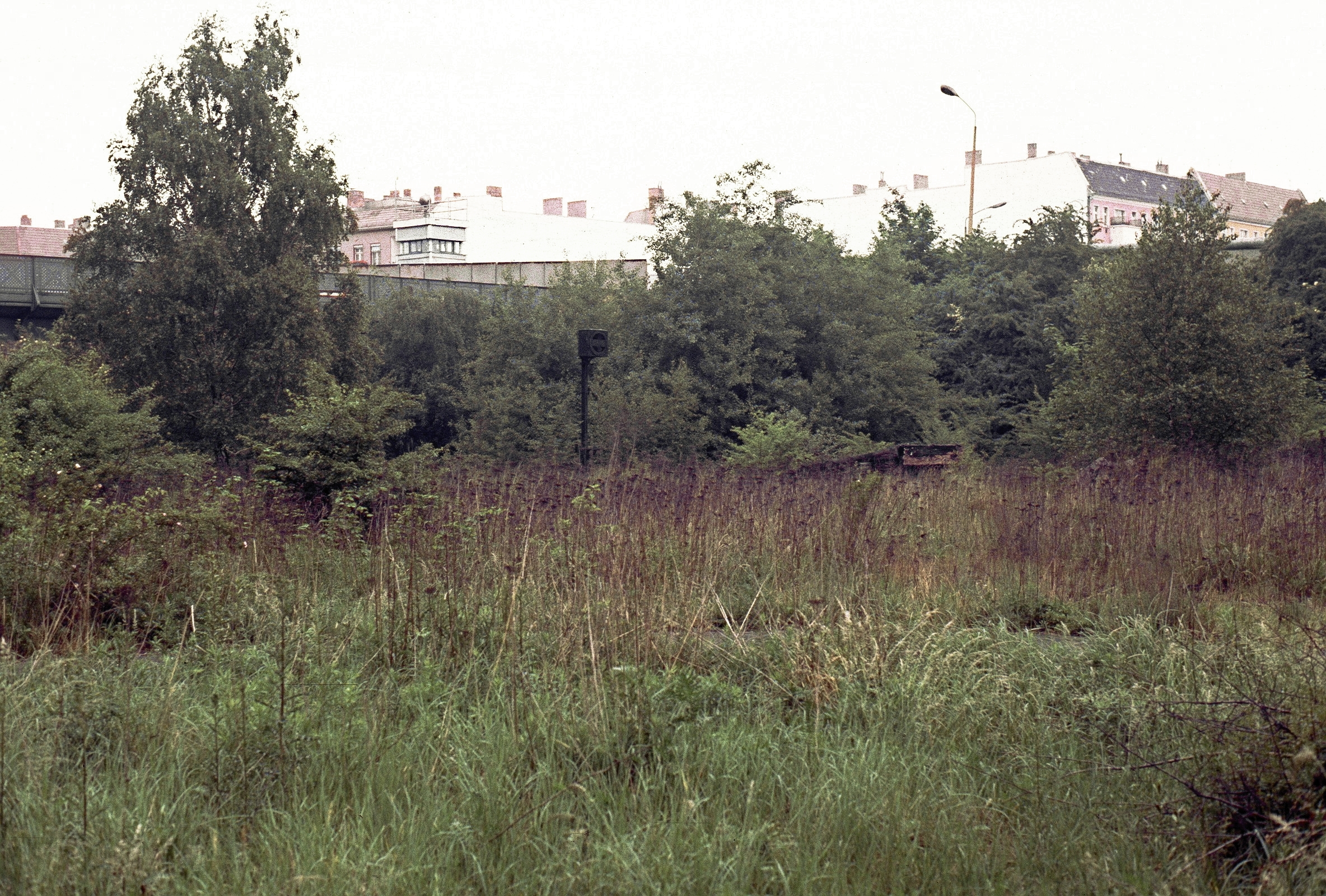
Gleissperrsignal und Prellbock südlich der Behmstraßenbrücke, 1988
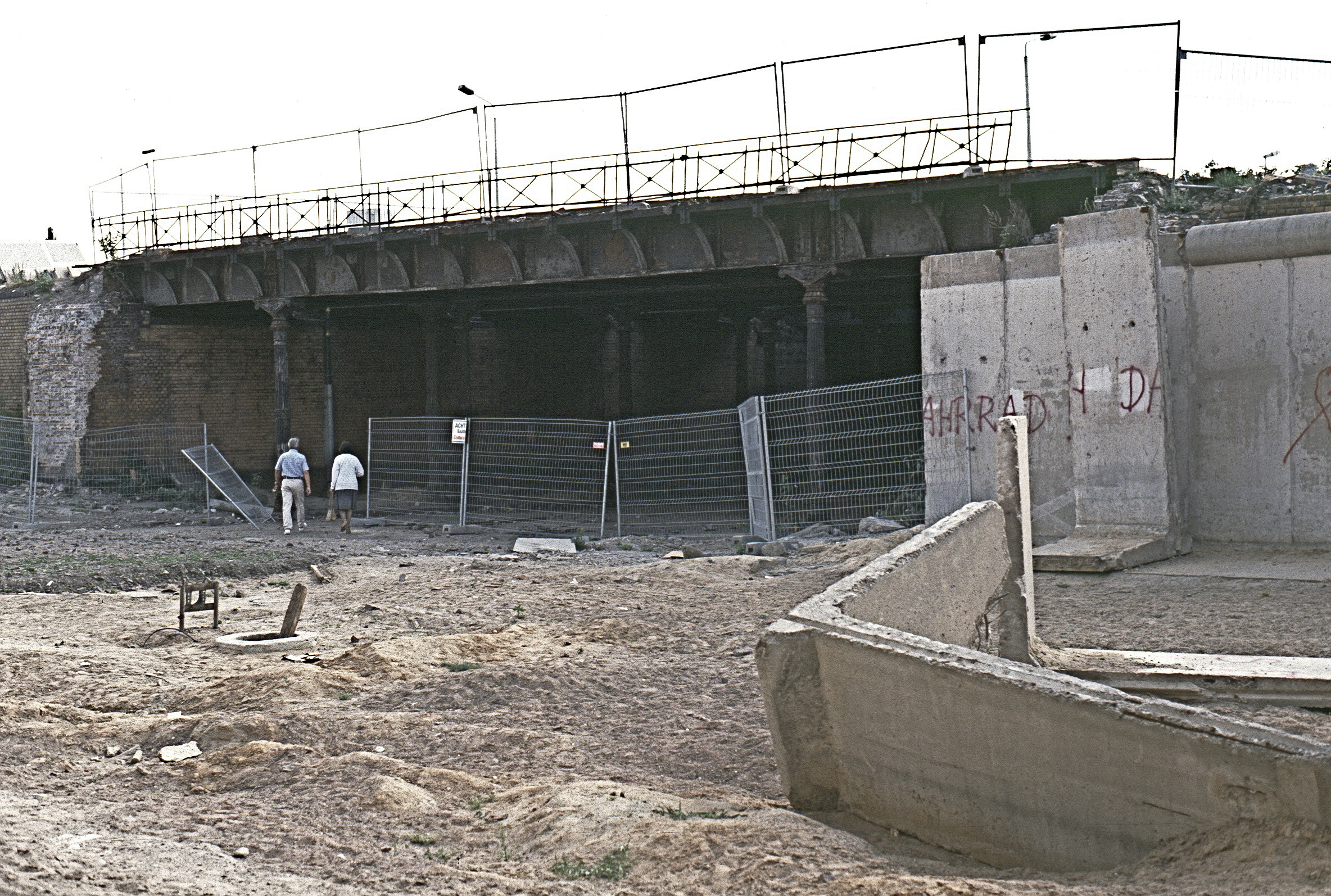
Gleimtunnel, 1990
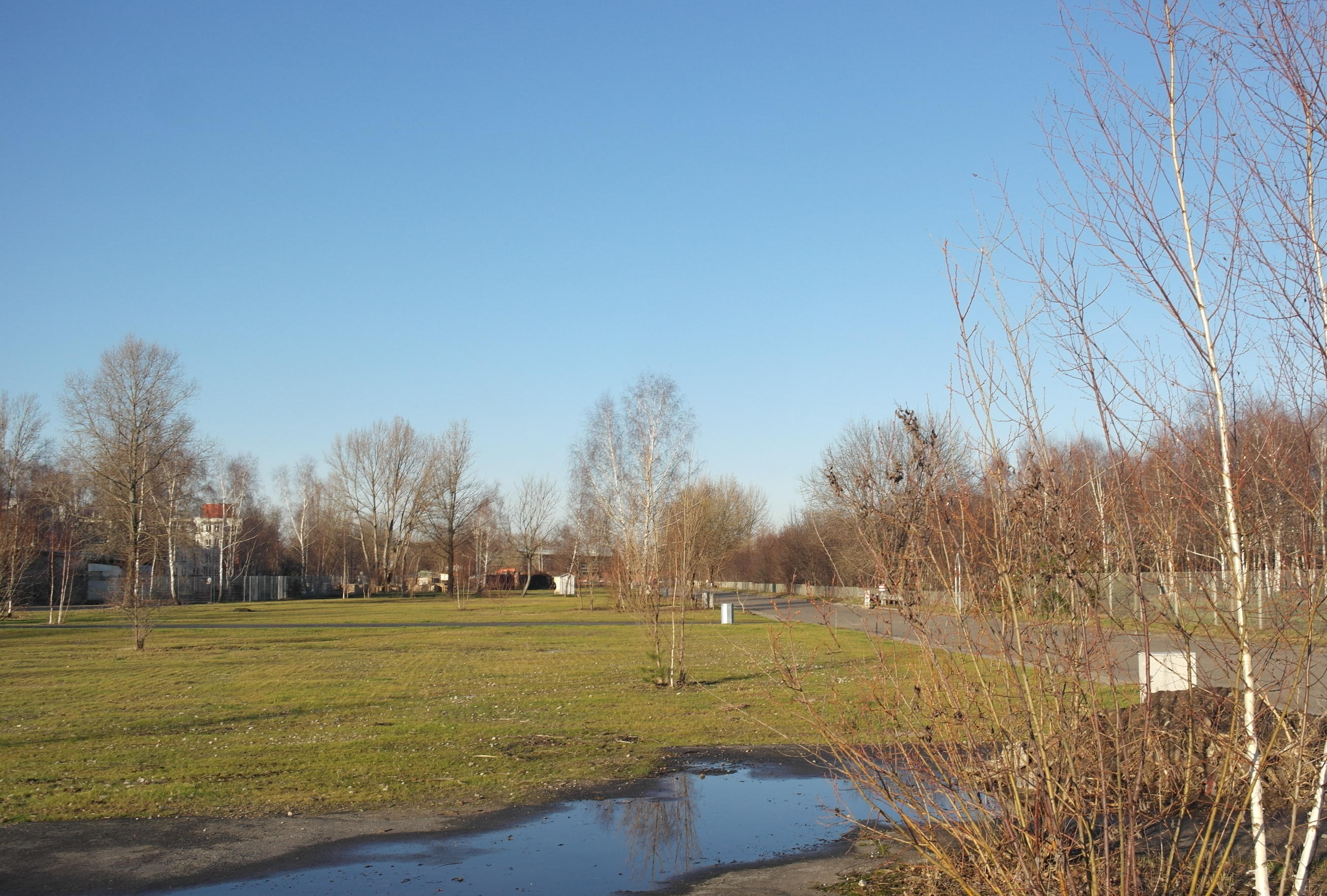
Mauerpark auf dem ehemaligen Bahnhofsgelände, 2013